# Pterocarya rhoifolia
Espèce
Classification phylogénétique
Pterocarya rhoifolia est une espèce d'arbres à feuilles caduques de la famille des Juglandaceae originaire du Japon. Il présente un port plutôt étalé. Les feuilles, longues de 30 à 40 cm, sont composées pennées : 15 à 21 folioles oblongues ovales, effilées, de couleur vert moyen lustré, se présentent sur la nervure principale.
Il fleurit en juin puis apparaissent des petits fruits verts ailés, en épis, pendants, de près de 30 cm de long à maturité. Un peu plus grand que les autres Pterocarya, il mesure jusqu'à 30 m de haut pour 25 m de diamètre.